# Федеральная служба
Федера́льная слу́жба — один из видов федеральных органов исполнительной власти в Российской Федерации.
Основная функция федеральных служб — контроль и надзор в установленной сфере деятельности. Также федеральные службы осуществляют специальные функции в области обороны, государственной безопасности, защиты и охраны государственной границы России, борьбы с преступностью, общественной безопасности.
Статус федеральных служб упорядочен в 2004 году в результате административной реформы. Большинство федеральных служб находятся в ведении соответствующих федеральных министерств, но некоторые напрямую подчиняются Президенту или Правительству России (см. шаблон).
Федеральная противопожарная служба не является органом государственного управления, а является составной частью Государственной противопожарной службы и входит в систему Министерства Российской Федерации по делам гражданской обороны, чрезвычайным ситуациям и ликвидации последствий стихийных бедствий (МЧС России).

## Список федеральных служб России

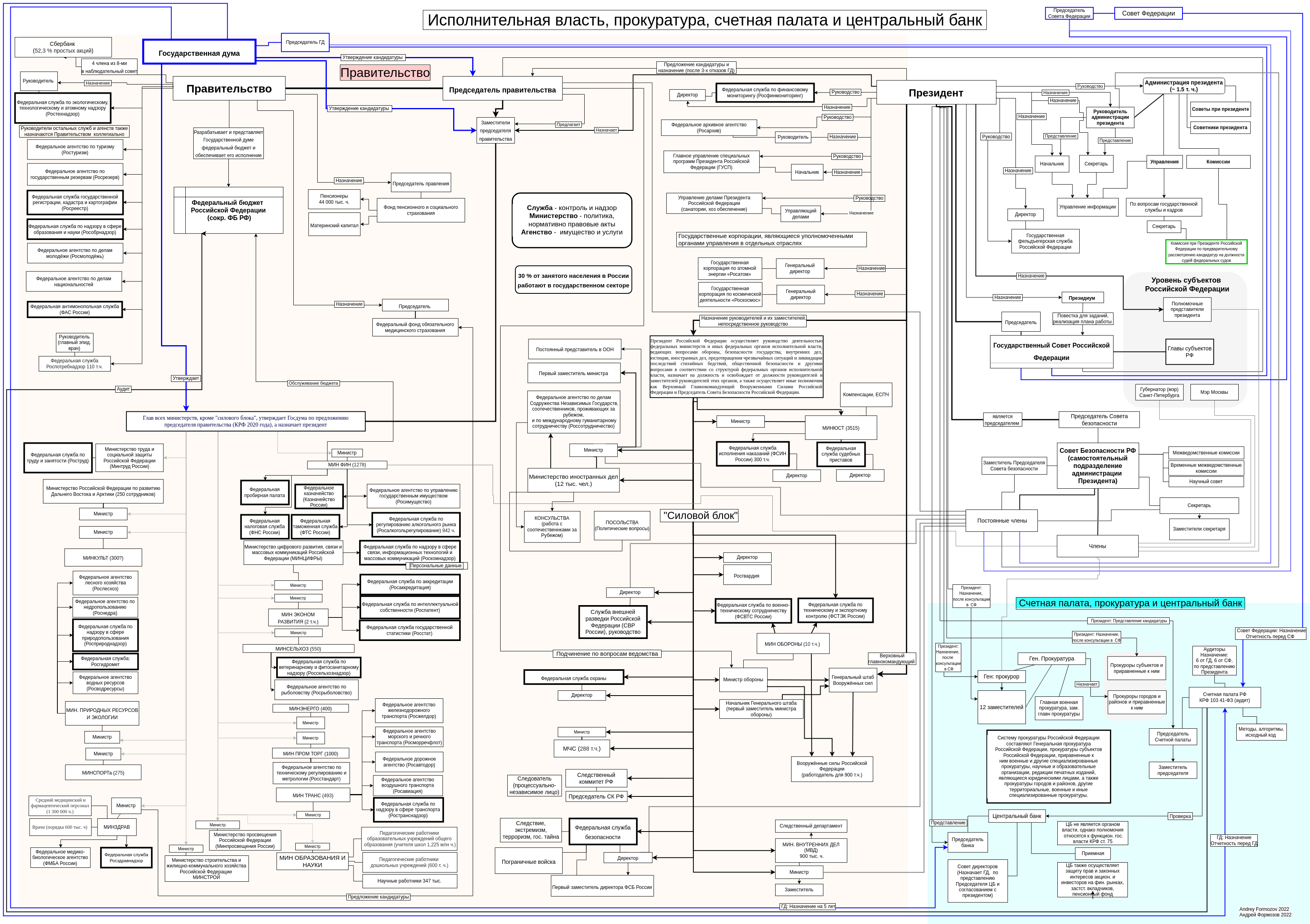
Федеральные службы и их роль в системе исполнительной власти в Российской Федерации (выделены жирной линией).

В соответствии со структурой федеральных органов исполнительной власти России, утверждённой указом Президента России от 21 января 2020 года № 21:
- Федеральная служба по военно-техническому сотрудничеству (подведомственна Минобороны России);
- Федеральная служба по техническому и экспортному контролю (подведомственна Минобороны России);
- Федеральная служба исполнения наказаний (подведомственна Минюсту России);
- Федеральная служба судебных приставов (подведомственна Минюсту России);
- Государственная фельдъегерская служба Российской Федерации (подчинена непосредственно Президенту России);
- Служба внешней разведки Российской Федерации (подчинена непосредственно Президенту России);
- Федеральная служба безопасности Российской Федерации (подчинена непосредственно Президенту России);
- Федеральная служба войск национальной гвардии Российской Федерации (подчинена непосредственно Президенту России);
- Федеральная служба охраны Российской Федерации (подчинена непосредственно Президенту России);
- Федеральная служба по финансовому мониторингу (подчинена непосредственно Президенту России);
- Федеральная служба по надзору в сфере здравоохранения (подведомственна Минздраву России[2]);
- Федеральная служба по гидрометеорологии и мониторингу окружающей среды (подведомственна Минприроды России);
- Федеральная служба по надзору в сфере природопользования (подведомственна Минприроды России);
- Федеральная служба по ветеринарному и фитосанитарному надзору (подведомственна Минсельхозу России);
- Федеральная служба по надзору в сфере транспорта (подведомственна Минтрансу России);
- Федеральная служба по труду и занятости (подведомственна Минтруда России);
- Федеральная налоговая служба (подведомственна Минфину России);
- Федеральная пробирная палата (подведомственна Минфину России);
- Федеральная служба по регулированию алкогольного рынка (подведомственна Минфину России);
- Федеральная таможенная служба (подведомственна Минфину России);
- Федеральное казначейство (подведомственно Минфину России);
- Федеральная служба по надзору в сфере связи, информационных технологий и массовых коммуникаций (подведомственна Минцифры России);
- Федеральная служба по аккредитации (подведомственна Минэкономразвития России);
- Федеральная служба государственной статистики (подведомственна Минэкономразвития России);
- Федеральная служба по интеллектуальной собственности (подведомственна Минэкономразвития России);
- Федеральная антимонопольная служба (подчинена непосредственно Правительству России);
- Федеральная служба государственной регистрации, кадастра и картографии (подчинена непосредственно Правительству России);
- Федеральная служба по надзору в сфере защиты прав потребителей и благополучия человека (подчинена непосредственно Правительству России);
- Федеральная служба по надзору в сфере образования и науки (подчинена непосредственно Правительству России);
- Федеральная служба по экологическому, технологическому и атомному надзору (подчинена непосредственно Правительству России).